# ¿Quién dice que es fácil?
¿Quién dice que es fácil? es una película argentina dirigida por Juan Taratuto y estrenada en 2007. El elenco está conformado por Diego Peretti y Carolina Peleritti.

## Argumento
La historia se centra en Aldo y Andrea, dos personas de vidas completamente diferentes. Aldo es un hombre de barrio, solitario e inquietante, que vive encerrado en una rutina cuya única emoción es tenerlo todo controlado. Cada mañana se levanta a la misma hora para llegar a tiempo a su negocio, un servicio de autolavado para coches, esperando así que nada altere su sistema de costumbres: controlar a sus empleados, controlar el gas, controlar su dieta, controlar a sus vecinos, etcétera.
Finalmente decide alquilarle el departamento que posee enfrente de su casa a Andrea (Peleritti), una atractiva mujer de vida libre y desprejuiciada que está embarazada y a la que no le interesa saber quién es el padre de su hijo.
A partir del encuentro, sus vidas cambiarán para siempre y encontrarán el verdadero amor que los unirá a pesar de todas sus diferencias.

## Elenco
- Diego Peretti como Aldo
  - Pedro Grafho como Aldo niño
- Carolina Peleritti como Andrea
- Laura Pamplona como Griselda
- Daniel Rabinovich como Simón
- Andrés Pazos como Roberto, padre de Aldo
  - Alejandro Lifschitz como Roberto joven
- Carlos Portaluppi como Esteban
- Lidia Catalano como Bety
- Mónica Galán como Cristina
- Marcelo Serré como José
- Eugenia Tobal como Inés
- Willy Toledo como el Dr. Heinze
- Patrick Aduma como Álex, amigo de Andrea

## Premios
- Premio Sur a la Mejor Actriz: Carolina Pelleritti
- Premio Sur a la Mejor Actriz de Reparto: Lidia Catalano
- Premio Sur al Actor Revelación: Daniel Rabinovich
- Premio Sur al Guion Original: Pablo Solarz
- Nominación al premio Sur a la Mejor Película
- Nominación al premio Sur al Mejor Director
- Nominación al premio Sur al Mejor Actor: Diego Peretti
- Nominación al premio Sur al Mejor Diseño de Vestuario: Ana Markiarán
- Nominación al premio Cóndor de Plata al Mejor Actor: Diego Peretti
- Nominación al premio Cóndor de Plata a la Mejor Actriz: Carolina Pelleritti
- Nominación al premio Cóndor de Plata a la Mejor Actriz de Reparto: Lidia Catalano
- Nominación al premio Cóndor de Plata al Mejor Guion Original

- Datos: Q6172422